# 추행
추행이란 성욕의 흥분, 자극 또는 만족을 목적으로 하는 행위로서 건전한 상식 있는 일반인의 성적 수치나 혐오의 감정을 느끼게 하는 일체의 행위를 의미한다. 이에 의하면 추행이라고 하기 위해서는 객관적으로 일반인의 성도덕감정을 침해한다는 요소와 함께 성욕을 자극 또는 만족할 목적이라는 주관적 요소가 존재할 것을 필요로 한다. 추행이 되기 위하여 성욕의 자극 또는 만족이라는 목적이 필요하다고 본다면 복수 혐오 또는 호기심과 같은 동기에서 행한 음란행위는 추행에 해당하지 않는다는 부당한 결과가 도출된다. 또한 성적 자유의 보호가 행위자의 경향이나 목적에 의해 좌우되는 것은 합리적이라고 할 수 없을 뿐 아니라 이를 추행의 요소로 요구할 때에는 구성요건의 명확성을 해하는 결과가 된다. 따라서 추행이란 객관적으로 일반인에게 성적 수치와 혐오 감정을 일으키게 하는 일체의 행위를 말하며 주관적인 동기나 목적은 문제되지 않는다고 보는 견해가 객관설의 입장이다. 이 견해에 의하면 상대방을 나체가 되게 하는 행위와 여자의 음부를 손으로 만지거나 손가락을 넣는 행위는 추행에 해당된다. 추행은 객관적으로 성적 감정을 침해하는 행위일 것을 요하므로 그것은 성적 자유를 침해하는 중요한 행위에 제한되어야 한다. 즉, 그것은 성적 수치감 내지 성적 도덕감정을 현저히 침해하는 것이이어야 한다. 현저성의 판단은 구체적 상황에서 사회통념에 의하여야 하며, 행위의 동기 및 정도와 행위의 지속성, 보호법익 그리고 주위사정 등이 추행의 현저성(중요성)을 판단하는 중요한 기준으로 작용한다. 따라서 여자의 손이나 무릎을 만지는 행위나 옷을 입고 있는 여자의 옷 위로 가슴을 만지는 행위는 일반인의 관점에서 성적 수치심을 느낄 정도의 추행에 해당되지 않는다는 견해가 있다. 그러나 이러한 추행행위의 분류에는 동의할 수 없으며, 위에 든 예시는 현저성의 판단기준에 따라 새롭게 판단을 했을 때 추행에 해당된다고 볼 수도 있다.
추행이란 주관적으로는 성욕을 흥분 또는 자극케 하거나 성적 만족을 얻을 목적으로 행해지고, 객관적으로는 일반인의 정상적인 성적 수치심을 해하며 선량한 성도덕관념에 반하는 행위를 말한다. 즉, 객관적 요소 외에 행위자에게 주관적으로 성욕을 자극, 흥분 또는 만족할 만한 목적을 요구하는 주간설의 입장으로 경향범설이라고도 한다.